# Saccoglossus bournei
Saccoglossus bournei är en djurart som tillhör fylumet svalgsträngsdjur, och som först beskrevs av Menon 1904.  Saccoglossus bournei ingår i släktet Saccoglossus och familjen Harrimaniidae.
Artens utbredningsområde är Indiska oceanen. Inga underarter finns listade i Catalogue of Life.